# ハルテリア
ハルテリア halteria は少毛類に属する繊毛虫の群の1つである。環状の繊毛帯と、側面から長い針状の繊毛の束を持つ。

## 特徴
球形から短い鐘型の体を持つ。大きさは20μm程度から50μmほど、小型の繊毛虫である。先端側には繊毛が束になったものが列をなし、輪の形に配列するが、その列は細胞口がくさび状に切れ込んだところで分断され、閉じた輪にならない。口のところには繊毛が集まって膜状になった側口膜が並ぶ。
それ以外の細胞表面には繊毛はないが、細胞体の側面中央付近に繊毛が束になって棘状になった棘毛がならぶ。その配置は種によって異なる。たとえばもっとも普通な H. grandinella では3本が一束となり、間を置いて7つある。

### 和名について
和名については H. grandinella にオドリフデツツムシの名が与えられている。ただし上位分類群の和名は確たるものがない。内田他(1947)にはオドリフデヅツムシ科、水野(1964)ではケナガコムシ科ケナガコムシ属が採用されているが、多くの場合、ハルテリアと属の学名仮名読みを使っている。

## 習性と生態
淡水性のプランクトンである。特に H. grandinella は池沼などに広く見られる普通種として古くから知られ、世界中に生息していると考えられている。この種は汚水性で有機物の多いところでよく見られる。
泳ぎ方は独特で、普段は円を描くようにゆるゆると動き、唐突に跳躍するような素早い動きを見せ、大きな距離を移動する。
H. grandinella以外の種はあまり一般的ではなく、あまり定義されていないが、この種に関する記述から属全体で共通する特徴を推察することができる。従属栄養生物であり、Pelagohalteria など多くの近縁属とは異なり、光合成を行う共生生物はいない。ハルテリアはよく緑藻類を食べるが、このときに食胞を観察し、共生生物と間違われ、誤分類されたことが過去にある。
ハルテリア属の種は、多くの淡水生息地で細菌食性生物として特に大きな役割を担っている。養魚池において蛍光標識した細菌を用い、原生生物による細菌捕食を調べた研究によると、繊毛虫による捕食は原生生物全体の56%を占め、繊毛虫による捕食のうちハルテリアと他の2属、Pelagohalteria と Rimostrombidium によるものは繊毛虫全体の約71%を占めていた。またハルテリアは、多くの動物にとっての捕食対象にもなっている。ハルテリアの特徴的なジャンプ行動は、そのような捕食を避けるための脱出戦略として進化したという説が出されている。さらに、ハルテリアはウイルス食性生物として行動することもでき、クロロウイルスなどのウイルスを捕食し、成長と分裂を促すことができる。
ハルテリアに関連する研究の多くは、その動きと生態学的役割に注目したものである。ハルテリアはさまざまな淡水の生息地で豊富に見られ、捕食者および被食者の両方として他の生物と相互作用している。繊毛運動による跳躍運動を研究するためのモデル生物として用いられている。
ハルテリアは、静止するかまたは前端の繊毛を使って水中をスムーズに移動してほとんどの時間を過ごしている。ハルテリアに最も関連している跳躍運動が実験室で誘発されたことから、跳躍が止まるのは電流などの外部刺激による結果であることがわかっている。ハルテリアが跳躍動作をするには、生物の総代謝率の 41% が必要であるため、跳躍し過ぎるとエネルギーの非効率な使い方になる。

## 分類
近縁の属は幾つかあるが、体側面に広く繊毛があるか、または全くないことで区別される。例えばMeseresは体側面に多数の縦に並ぶ繊毛列がある。Speleonectaha、Halterioformaは体側面に繊毛と、後端に長い尾繊毛を持つ。Stronbidiumは逆に体側面にも後方にも繊毛を一切持っていない。
水野・高橋編著(1991)には本属の淡水産の種として11種をあげている。岡田他(1965)や水野(1964)などはいずれも H. grandinella のみを取り上げ、普通種としている。